# Motion Picture Corporation of America
Motion Picture Corporation of America (MPCA) – amerykańska wytwórnia filmowa i dystrybutor filmowy z siedzibą w Century City, mieście Los Angeles, powstała w 1986 roku przez Brada Krevoya i Steve'a Stablera.

## Historia
Wytwórnia została założona w 1986 roku przez Brada Krevoya i Steve'a Stablera w celu skupienia się na produkcji, nabywaniu i dystrybucji komercyjnych filmów. Krevoy i Stabler zdołali szybko pozycjonować MPCA jako jednego z największych dostawców filmów niskobudżetowych.
W początkowych latach istnienia wyprodukowała tak kultowe filmy, jak m.in. Purple People Eater (1988), Back to Back (1989) i Miracle Beach (1992)

### Głupi i głupszy
Krevoy i Stabler wynieśli wytwórnię na nowe wyżyny, wydając tym samym komediowy hit kasowy Głupi i głupszy (1994). Scenariusz istniał od prawie siedmiu lat i był odrzucony przez każdą dużą wytwórnię. Bobby i Peter Farrelly, którzy byli również autorami scenariuszu, chcieli desperacko wyreżyserować ten film, lecz nikt nie dawał im szansy. Kiedy wytwórnia zajęła się ich scenariuszem, braciom Farrelly udało się ukończyć ten film, wraz z reżyserią Farrelly'ów i Jimem Carreyem oraz Jeffem Danielsem w rolach głównych.
Filmowi udało się pobić rekordy komedii kasowych, zajął także i pozostał na 1. miejscu w kasie w USA przez 4 tygodnie z rzędu w wakacyjnym okresie. Głupi i głupszy zarobił 127 mln dolarów w kraju i 120 mln za granicą, co dawało łącznie 247 mln dolarów na całym świecie z budżetu szacowanego na 16 mln dolarów. Film był jednym z najbardziej dochodowych hitów komediowych lat 90. XX wieku. W połączeniu ze sprzedażą usług pomocniczych i wideo szacuje się, że film zarobił ponad pół mld dolarów.
Głupi i głupszy napędzał karierę braci Farrellych, stali się wówczas znani jako najlepsi reżyserzy komediowi. Sukces filmu pomógł ruszyć z gruntu pasjonujący projekt Farrelly'ów, Kręglogłowi, który został wypuszczony w lipcu 1996 roku. Mimo że wielu krytyków oceniło pozytywnie film, było to komercyjne rozczarowanie, przynosząc zaledwie 27 mln dolarów, w porównaniu z budżetem wynoszącym 25 mln dolarów. Roger Ebert był orędownikiem filmu i dał mu 3 i pół gwiazdki, chwaląc tym samym Kręglogłowych. Film stał się ogromnym wydaniem na home video, znajdując oddanych i pełnych pasji słynnych fanów.
MPCA rozszerzyła swój sukces i zaczęła produkować więcej wysokobudżetowych filmów komediowych, w tym m.in. Wielki biały ninja, Z dżungli do dżungli oraz Ich troje, który był jednym z najbardziej utytułowanych niezależnych filmów artystycznych 1994 roku, zarabiając w USA prawie 15 mln dolarów. Film Ich troje był autobiograficzną komedią scenarzysty i reżysera Andrew Fleminga. Roger Ebert przyznał filmowi ocenę 3 z 4 gwiazdek, chwaląc charakterystykę filmu i mocny dialog.

### Kontrakty first-look
Od listopada 1995 roku, aż do momentu przejęcia MPCA przez Metromedia International Group w 1996 roku, wywrotnica podpisała kontrakt first-look z Paramount Pictures na produkcję filmów. Pod koniec lat 90. MPCA podpisała także kontrakt first-look z Sony Pictures Entertainment, w ramach którego Sony wyprodukowało ponad 10 filmów wspólnie z MPCA.